# Кузнецов, Иван Михайлович (Герой Советского Союза)
Иван Михайлович Кузнецов (1916—1991) — майор Советской Армии, участник Великой Отечественной войны, Герой Советского Союза (1946).

## Биография
Иван Кузнецов родился 15 июня 1916 года в селе Украинка. После окончания средней школы и школы фабрично-заводского ученичества работал слесарем на железной дороге в Одессе. Параллельно с работой занимался в аэроклубе. В 1937 году Кузнецов был призван на службу в Рабоче-крестьянскую Красную Армию. Окончил Одесскую школу высшего пилотажа и курсы заместителей командиров эскадрилий. С июня 1941 года — на фронтах Великой Отечественной войны.
К концу войны капитан Иван Кузнецов командовал эскадрильей 593-го штурмового авиаполка 332-й штурмовой авиадивизии 4-й воздушной армии 2-го Белорусского фронта. К тому времени он совершил 102 боевых вылетов на штурмовку и бомбардировку скоплений боевой техники и живой силы противника, его важных объектов, нанеся ему большие потери. В одном из воздушных боёв сбил 1 вражеский самолёт.
Указом Президиума Верховного Совета СССР от 15 мая 1946 года за «умелое командование подразделением, мужество и героизм, проявленные при нанесении штурмовых ударов по врагу» капитан Иван Кузнецов был удостоен высокого звания Героя Советского Союза с вручением ордена Ленина и медали «Золотая Звезда» за номером 8093.
В 1946 году в звании майора Кузнецов был уволен в запас. Проживал в селе Кирицы Спасского района Рязанской области. Умер 11 декабря 1991 года.
Был также награждён двумя орденами Красного Знамени, орденом Александра Невского, двумя орденами Отечественной войны 1-й степени, рядом медалей.